# Norgesmesterskapet 1936
La Norgesmesterskapet 1936 di calcio fu la 35ª edizione del torneo. La squadra vincitrice fu il Fredrikstad, che vinse la finale contro il Mjøndalen con il punteggio di 2-0.

## Terzo turno
| Squadra 1    | Risultato      | Squadra 2   |
| ------------ | -------------- | ----------- |
| Torp         | 2 - 3          | Aalesund    |
| Borg         | 0 - 3          | Mjøndalen   |
| Moss         | 7 – 2          | Braatt      |
| Brage        | 2 - 4          | Lyn Oslo    |
| Brodd        | 0 - 5          | Hardy       |
| Ørn          | 8 – 0          | Eiker       |
| Lillestrøm   | 0 - 1          | Fram Larvik |
| Jevnaker     | 3 - 7          | Fredrikstad |
| Lisleby      | 3 – 1          | Jarl        |
| Kvik Halden  | 0 – 0 (d.t.s.) | Pors        |
| Odd          | 3 – 2          | Nydalen     |
| Steinkjer    | 1 – 1 (d.t.s.) | Ranheim     |
| Vålerengen   | 2 – 0          | Rollon      |
| Strømsgodset | 0 - 1          | Sarpsborg   |
| Selbak       | 4 – 2          | Storm       |
| Skiold       | 1 – 0          | Viking      |

### Ripetizione
| Squadra 1 | Risultato | Squadra 2   |
| --------- | --------- | ----------- |
| Pors      | 2 – 0     | Kvik Halden |
| Steinkjer | 0 - 3     | Ranheim     |

## Quarto turno
| Squadra 1   | Risultato | Squadra 2  |
| ----------- | --------- | ---------- |
| Mjøndalen   | 1 – 0     | Aalesund   |
| Fram Larvik | 2 - 3     | Lisleby    |
| Fredrikstad | 2 – 0     | Skiold     |
| Hardy       | 1 - 2     | Vålerengen |
| Lyn Oslo    | 2 - 3     | Moss       |
| Ranheim     | 1 - 3     | Odd        |
| Pors        | 1 – 0     | Selbak     |
| Sarpsborg   | 8 – 1     | Ørn        |

## Quarti di finale
| Squadra 1  | Risultato | Squadra 2   |
| ---------- | --------- | ----------- |
| Odd        | 1 - 3     | Fredrikstad |
| Lisleby    | 6 – 1     | Pors        |
| Vålerengen | 0 - 1     | Mjøndalen   |
| Moss       | 2 – 1     | Sarpsborg   |

## Semifinali
| Squadra 1   | Risultato | Squadra 2 |
| ----------- | --------- | --------- |
| Fredrikstad | 2 – 1     | Lisleby   |
| Mjøndalen   | 3 – 2     | Moss      |

## Finale
| Arbitro: | Kinn |

|                     |           |  |
| Brynildsen 43’, 89’ | Marcatori |  |

### Formazioni
| Fredrikstad |  |                   |
|             |  |                   |
|             |  | Georg Schuster    |
|             |  | Rolf Johannessen  |
|             |  | Kjell Pettersen   |
|             |  | Gunnar Andreassen |
|             |  | Håkon Johannessen |
|             |  | Morten Pettersen  |
|             |  | Finn Johannesen   |
|             |  | Sten Moe          |
|             |  | Knut Brynildsen   |
|             |  | Arne Børresen     |
|             |  | Arne Ileby        |